# Sistema antiaéreo
Un sistema antiaéreo es un arma destinada a la interceptación de aeronaves (aviones, misiles y drones) enemigas que se encuentren en vuelo. La definición incluye a los equipos anejos necesarios para el funcionamiento del arma.

## Sistemas antiaéreos de lanzamiento aéreo
Los sistemas antiaéreos de lanzamiento aéreo (AA) están compuestos por ametralladoras, cañones automáticos o misiles aire-aire específicamente diseñados para la destrucción de otras aeronaves montados a bordo de una aeronave propia. Entre los actualmente en servicio se encuentran el Sidewinder, el AMRAAM, el Vympel R-27 o el Vympel R-73, por citar unos ejemplos.

## Sistemas antiaéreos de superficie
Los sistemas antiaéreos de superficie están compuestos principalmente por la artillería antiaérea y los misiles superficie-aire (SAM, del inglés surface-to-air missile) específicamente diseñados para la destrucción de aeronaves. Estas unidades pueden estar en emplazamientos fijos o ser montadas sobre vehículos remolcados o autopropulsados de superficie (incluidos los submarinos a profundidad de periscopio).

### Artillería antiaérea
La artillería antiaérea (AAA o antiguamente DCA, "Defensa Contra Aviones"), fue en un principio el único medio para afrontar esta nueva amenaza militar. Consiste esencialmente en ametralladoras o cañones de tiro rápido destinados a la destrucción de aeronaves en vuelo. 
Entre los cañones convencionales se encontraban modelos de calibre 40 mm que disparaban balas explosivas reguladas para estallar a una altura determinada. El cañón alemán Flak 88 mm, por ejemplo, es un representante conocido de este tipo de armamento antiaéreo (y que fue empleado muy exitosamente también contra tanques enemigos).
Tras la Segunda Guerra Mundial la gran velocidad de los aviones de reacción hizo que estos cañones debieran disminuir su calibre y aumentar su cadencia de tiro. También se incorporaron medios avanzados de detección y control que permitían regular el fuego por radar o dispositivos optoelectrónicos. Entre estos cañones automáticos se encuentran el Oerlikon GDF y los ZSU o Shilka soviéticos.
Actualmente los sistemas antiaéreos de cañones se basan en unidades inteligentes o automatizadas capaces de operar de día o de noche bajo cualquier condición climática. Muchas veces permiten su control remoto, y se conservan para la defensa terminal de los objetivos (con distancias efectivas inferiores a los 3 km y 1500 m de altura). Muchos sistemas antiaéreos actuales comprenden combinaciones de cañones automáticos y misiles antiaéreos de corto alcance, como en el Tunguska M1 o el Panshir-S.

### Misiles antiaéreos
Los SAM incluyen misiles de dos tipos. Los de defensa de zona, con un alcance superior a los 40–50 km, se usan para defender regiones enteras o blancos de importancia y mantener una amenaza constante a los vuelos del enemigo de modo de negarle el uso del espacio aéreo. Se encuentran en los barcos de escolta navales y las baterías de SAMs pesados montados sobre camiones u orugas. Entre los ejemplos de estos sistemas de armas podemos encontrar el Tor M1.
En la defensa de punto están todos los sistemas de acompañamiento de las tropas al frente, montados en vehículos o incluso llevados por 1-3 soldados (MANPADS), como el SA-7 o el FIM 92 Stinger. Son una amenaza para los aviones de apoyo cercano y helicópteros, por lo fácil que resulta esconderlos y desplegarlos.
Una práctica habitual es combinar ambos tipos para llenar los huecos que dejan los de largo alcance, demasiado pesados para intercepciones a corta distancia. Esto se usa sobre todo en barcos, que suelen llevar 2 o 3 misiles distintos y un AAA embarcado (CIWS).

## Sistemas antidrones
Un sistema de defensa anti-UAV (AUDS) es un sistema de defensa antiaérea contra vehículos aéreos no tripulados. Se han desarrollado diversos diseños que utilizan láseres, cañones de red y redes aire-aire, interferencia de señales y secuestro mediante pirateo en vuelo. Se han desplegado sistemas de defensa anti-UAV contra drones del autodenominado Estado Islámico durante la batalla de Mosul (2016-2017).
Entre los métodos alternativos para hacer frente a los UAV figuran el uso de escopetas a corta distancia y, en el caso de los drones más pequeños, el adiestramiento de águilas para que los capturen desde el aire, lo que sólo funciona con UAV relativamente pequeños y municiones merodeadoras (también denominados "drones suicidas"). Los UCAV más grandes, como el MQ-1 Predator o el Bayraktar TB2, pueden ser (y con frecuencia lo son) derribados como aviones tripulados de tamaños y perfiles de vuelo similares.